# Agnès de França i de Xampanya
|  | Per a altres significats, vegeu «Agnès de França i de Provença». |

Agnès de França (1171 - 1240), princesa de França i emperadriu consort de l'Imperi Romà d'Orient (1180-1183 i 1183-1185).

## Orígens familiars
Filla tercera del matrimoni entre el rei Lluís VII de França i la seva tercera esposa Adela de Xampanya. Era neta per línia paterna de Lluís VI de França i Adelaida de Savoia, i per línia materna de Teobald IV de Blois i Matilda de Caríntia. Fou la germana gran del futur rei Felip II de França.

## Casaments
El 1179, el rei de França Lluís VII i l'emperador romà d'Orient de Manuel I Comnè van fer una aliança a través del matrimoni dels seus dos fills. El regnat de Manuel I Comnè estava marcat pels conflictes que tenia per una banda amb Occident i per l'altra amb Anatòlia. El papa Alexandre III, buscant acords, va proposar a Manuel I Comnè que casés el seu fill Aleix II Comnè (Alexios Komnenos) amb la filla petita de Lluís VII.
Agnès de França, amb nou anys, i Aleix II Comnè amb dotze es van casar el 1180. Alguns autors expliquen que un destacament romà d'Orient va anar fins a França a recollir la princesa. Eustaci de Salònica descriu la recepció entusiasta de la multitud reunida al Bòsfor per acollir Agnès de França.
Agnès de França va viure els tràgics episodis que van marcar la Dinastia dels Comnens. El jove Aleix, el seu marit, va ser estrangulat pel seu cosí Andrònic I Comnè que es va proclamar emperador. Andrònic tenia més de seixanta anys i es va casar amb Agnès, que en tenia dotze, a finals del 1183, celebrat a Santa Sofia i consumat. El matrimoni va ser un escàndol, fins i tot en una ciutat com Constantinoble, acostumat a tants crims. Agnès de França va saber aprofitar el seu lloc d'Emperadriu aconseguit per aquest matrimoni. El seu retrat es troba representat en gran quantitat d'imatges cerimonials, cosa que mostra que tenia una gran importància social i cultural.
Andrònic va morir, assassinat per la multitud el 12 de setembre del 1185, i no se sap què va passar amb la jove durant els dies de confusió posteriors a la seva caiguda. Agnès va aconseguir mantenir el seu rang i les seves possessions, i a partir del 1190 es va convertir en l'amant de Teodor Branàs, senyor d'Adrianòpolis i un membre influent de la cort romana d'Orient. Van tenir una filla que es va casar amb el senyor francès Narjot de Toucy, segons diu Alberic de Trois-Fontaines.
Agnès de França era a primera línia quan va caure Constantinoble el 1203-1204 durant la Quarta Croada, oposant-se als cristians d'orient i als cristians d'Occident. Es va negar a parlar amb els croats, antics compatriotes seus, al·legant haver oblidat la seva llengua materna. Es va casar amb Teodor Branàs en aquests anys.
El 1206, Enric I de Flandes va tancar un acord formal amb Teodor Branàs, favorable als llatins, i amb la seva dona Agnès. Godofreu I de Villehardouin diu: «es va fer i concloure l'acord i es va concloure la pau entre els grecs i els francs». Sembla que Agnès hauria tingut un paper conciliador, permetent reunir els vencedors i els vençuts.
No es coneix res sobre la mort d'Agnès però sembla que tingué una filla amb Teodor.